# فهرست رویدادهای پیچند بر پایه سال (میلادی)
در زیر لیستی از رویدادهای گردباد سالانه است.

## سال ۱۹۰۰
۱۹۷۰ ۱۹۷۱ ۱۹۷۲ ۱۹۷۳ ۱۹۷۴ ۱۹۷۵ ۱۹۷۶ ۱۹۷۷ ۱۹۷۸ ۱۹۷۹
۱۹۸۰ ۱۹۸۱ ۱۹۸۲ ۱۹۸۳ ۱۹۸۴ ۱۹۸۵ ۱۹۸۶ ۱۹۸۷ ۱۹۸۸ ۱۹۸۹
۱۹۹۰ ۱۹۹۱ ۱۹۹۲ ۱۹۹۳ ۱۹۹۴ ۱۹۹۵ ۱۹۹۶ ۱۹۹۷ ۱۹۹۸ ۱۹۹۹

## سال ۲۰۰۰
۲۰۰۰ ۲۰۰۱ ۲۰۰۲ ۲۰۰۳ ۲۰۰۴ ۲۰۰۵ ۲۰۰۶ ۲۰۰۷ ۲۰۰۸ ۲۰۰۹
۲۰۱۰ ۲۰۱۲ ۲۰۱۳ ۲۰۱۴ ۲۰۱۵ ۲۰۱۶ ۲۰۱۷